# Calliclava subtilis
Calliclava subtilis é uma espécie de gastrópode do gênero Calliclava, pertencente a família Drilliidae.

## Descrição
Sua concha cresce até 13mm.

## Distribuição
A espécie ocorre no Oceano Pacífico ao longo do Panama.